# Gerriet K. Sharma
Gerriet K. Sharma (* 1974 in Bonn) ist ein deutscher Klangkünstler und Komponist.

## Werdegang
Sharma forscht und arbeitet interdisziplinär als Klangkünstler mit Phänomenen der akustischen Wahrnehmung. Sharma studierte Mediale Künste an der Kunsthochschule für Medien (KHM) Köln und Komposition / Computermusik an der Universität für Musik und darstellende Kunst Graz (KUG). 2016 schloss er seine Dissertation an der künstlerisch-wissenschaftlichen Doktoratsschule der KUG ab.
Von 2015 bis 2018 war Sharma Senior Artistic Researcher des OSIL-Projekts (Orchestrating Space by Icosahedral Loudspeaker) im Programm zur Entwicklung und Erschließung der Künste (PEEK) des österreichischen Wissenschaftsfonds (FWF). Ab Frühjahr 2016 arbeitete er gemeinsam mit Physikern aus dem Helmholtz-Zentrum Berlin (HZB) am Klangkunstprojekt „gleAM“.
Für das Wintersemester 2017/18 wurde er auf die Edgar Varèse Professur (DAAD) an der TU Berlin berufen.

## Auszeichnungen und Förderpreise
- 2008 Deutscher Klangkunstpreis[9][10]
- 2008 new talents biennale cologne[11]
- 2009 Chargesheimer-Stipendium der Stadt Köln
- 2009 DAAD-Stipendium
- 2011 Residenz PACT Zollverein, Essen
- 2012 Artist in Residence, Atelier Klangforschung, Universität Würzburg

## Ausstellungen und Projekte
- Hörspiel Bei mir hing Vati immer pünktlich am Galgen[12]
- MIT Press, Computer Music Journal, Volume 41, No. 1 - High-Density Loudspeaker Arrays, Part 2: Spatial Perception and Creative Practice[13]
- 2015 GLOBALE: inSonic2015 - Internationale Raumklang-Konferenz, ZKM Karlsruhe[14]
- Eadweardʼs Ear – Muybridge extended